# Коломойцев Павло Олександрович
Коломойцев Павло Олександрович (1908—1942) — радянський кінорежисер, сценарист.

## Життєпис
Народ. 1908 р. в Києві в родині службовців. Закінчив трудову політехнічну школу.
В 1929—1935 рр. працював на кіностудії «Українфільм», асистент режисера стрічок «Сам собі Робінзон» (1929), «Свій хлопець» (1930; обидві – реж. Л. Френкель), «Приймак» (1931); поставив фільми: «Не затримуйте руху» (1930), «Чорна шкіра» (1930), «Вогні Бессемера» (1931, у співавт. з Є. Косухіним), «Генеральна репетиція» (1931, у співавт. з М. Білинським), «Негр з Шерідана» (1932), «Щасливий фініш» (1934); як режисер-лаборант майстерні І. Кавалерідзе зняв короткометражні музичні фільми «Їхав козак на війноньку», «Ой вишенько, черешенько», «З-за гори вітер повіває» у циклі «Українські пісні на екрані» (1935).
Знявся в картинах (не збереглися): «Любов» (1933, режисери О. Улицька i О. Гавронський), «Роман міжгір'я» (1933, режисер Ф. Лопатинський).
Співавтор сценаріїв фільмів «Чорна шкіра» (1930, з С. Бабановим), «Роман міжгір'я» (1933) з Ф. Лопатинським (за твором Івана Ле).
В 1938 р. переїхав до Ленінграда, де поставив на Ленінградській кіностудії малих форм фільм «Злочин і кара» (1940, к/м комедія, за сценар. М. Зощенка, І. Попова).
Загинув у 1942 році на Ленінградському фронті.